# Slaměný vdovec
Slaměný vdovec (v anglickém originále The Seven Year Itch) je americká romantická komedie z roku 1955 režiírovaná Billym Wilderem, který se podílel na scénáři s Georgem Axelrodem. Předlohou se stala Axelrodova stejnojmenná divadelní hra z roku 1952. Hlavní role v konverzační komedii ztvárnili Marilyn Monroe a Tom Ewell, jenž si zahrál i v činoherní inscenaci. Ewell za svůj výkon obdržel Zlatý glóbus pro nejlepšího herce ve filmovém muzikálu či komedii.
Během natáčení vznikla jedna z ikonických fotografií dvacátého století, s Monroeovou v rozevlátých bílých koktejlkách nad projíždějícím newyorským metrem. Titulní fráze z anglického názvu díla – „sedmiroční vyrážka“ –, odkazující na uvadající zájem o monogamní vztah po sedmiletém manželství, začala být v psychologii používána pro označení hypotézy jedné z fází manželství.

## Děj
Na Manhattanu se zvyky nemění po staletí. Muži posílají manželky s dětmi na letní prázdniny a „trpící“ zůstavají na rozpáleném ostrově, aby zajistili obživu rodin prací. Přitom se osamělí mohou dopouštět drobných hříchů, skleničky alkoholu či koketerie s přitažlivými dívkami… 
Osmatřicetiletý Richard Sherman je manažerem v newyorském nakladatelství. Manželka Helen se synem Rickym odjeli na prázdniny do mainského Ogunquitu. Osiřelý vpouští do domu letní nájemnici z bytu nad ním, jehož majitelé opustili město. Bezejmenná bývalá modelka se živí natáčením reklam. Sherman si krátí večer čtením rukopisu doktora Brubakera na terase, v němž psychiatr tvrdí, že řada mužů prožívá v sedmém roce od svatby mimomanželský poměr. Sherman, který je ženatý právě sedmým rokem, vede imaginární dialog s manželkou. Při fantazírování se jí snaží dokázat svou neodolatelnost ve scénách se zdravotní sestrou, sekretářkou i Heleninou družičkou. Manželka se mu však vysmívá. Z balkonu nad ním padá květináč s rajčaty, a těsně jej míjí. Nevinně vyhlížející nájemnice se omlouvá a přijímá pozvání na drink.

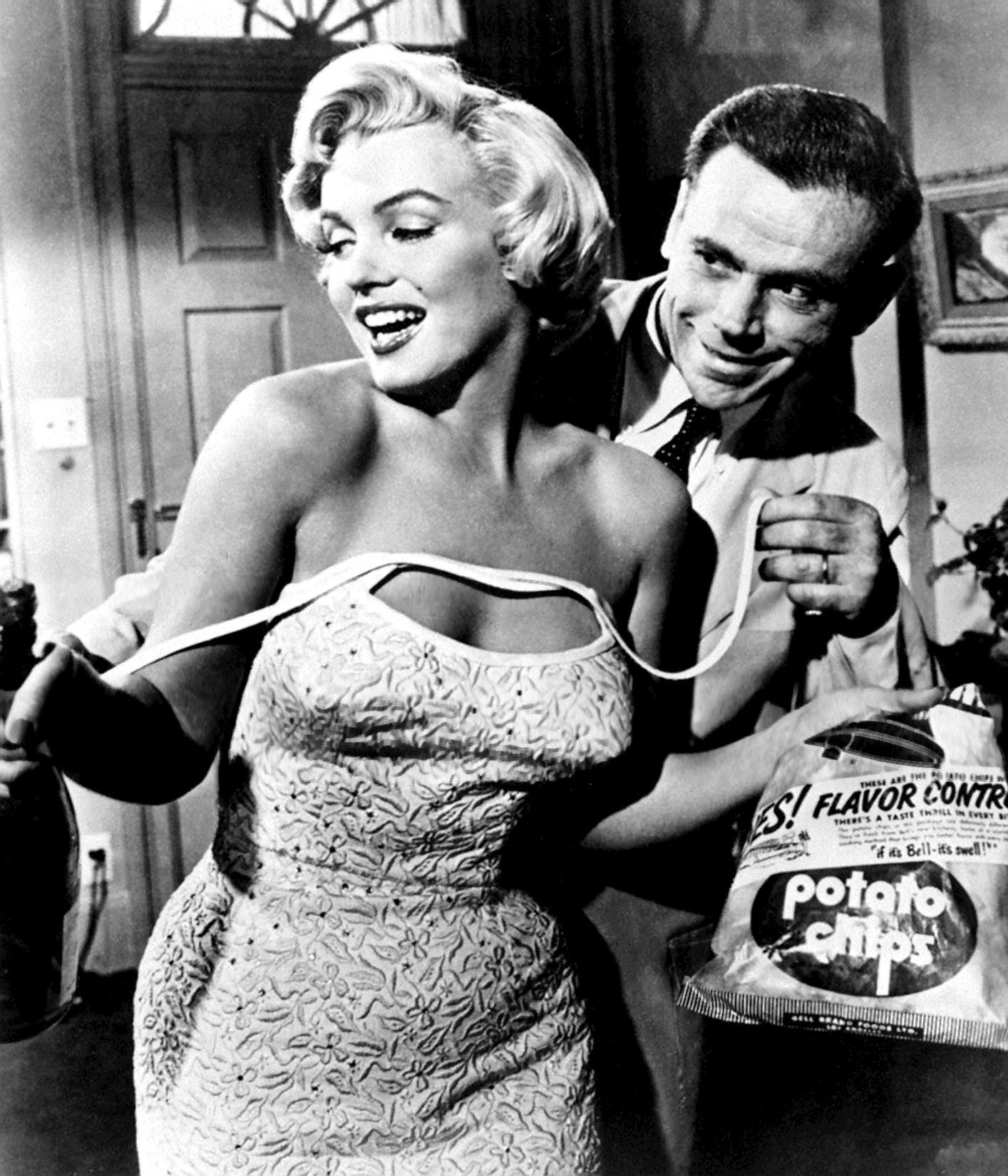
Představitelé hlavních rolí, Ewell s Monroeovou v přiléhavých šatech

Čekající Sherman se v představách vidí jako klavírista Rachmaninova druhého klavirního koncertu, dělající dojem na právě zjevenou femme fatale ve večerní róbě. Ze snění jej vytrhuje zvonek a dívka v pyžamu, která se objevila v oceňovaném fotoalmanachu a natočila reklamní klip na zubní pastu. Odchází pro šampaňské a vrací se ve svůdných bílých šatech. Při dvojhře waltzu pro klavír „Chopsticks“ Shermana přemůžou pudy a na stoličce se vrhá na dívku. Za neovládnutí se omlouvá a žádá její odchod. Modelce se ale prý takové věci stávají pořád.
I kvůli bujné fantazii se Sherman obává, aby se o jeho přešlapu nedozvěděla manželka. Má zato, že by se mohlo o jednat o projev „vyrážky sedmého roku,“ nemanželského úletu popsaného psychiatrem. Při Brubakerově návštěvě v kanceláři jej však odborník ze skleslé nálady nevymaní, a doporučuje návštěvu ordinace. Do mužovi mysli navíc vstupují milostně laděné fantazie o Heleně a jejich příteli, svalnatém spisovateli McKenziem, který prý vzal manželku v Maine na slavnosti senoseče. V domnělé odvetě zve novou sousedku na večeři a horor Netvor z Černé laguny. Při cestě z kina se dívka zastaví nad průduchem metra. V ikonické scéně jí povlávají bíle koktejlové šaty vzedmuté proudem větru z projíždějící podzemky. Jako žena z hornatého Denveru nesnáší vedro, jímž je sužována během tropických nocí v neklimatizovaném bytě. Aby byla odpočatá na natáčení reklamy, Sherman svoluje s přespáním vnadné dívky v jeho posteli, když si na klimatizaci zakládá, zatímco se sám tísní na gauči.
Ráno Sherman uzemňuje McKenzieho pěstí, na základě vyfabulované představy o hezounově poměru s jeho ženou. Ta spisovatele do bytu poslala vyzvednout zapomenuté synovo pádlo. Sherman se rozhoduje, že pádlo Rickiemu doveze sám, dívce přenechává byt k užívání a žádá ji, aby informovala jeho šéfa o výběru dovolené přes čerstvé zamítnutí.

## Obsazení

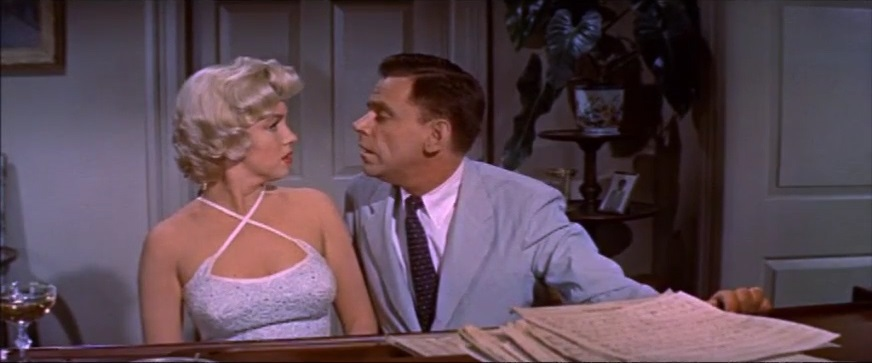
Richard Sherman pokoušející se dívku u klavíru políbit

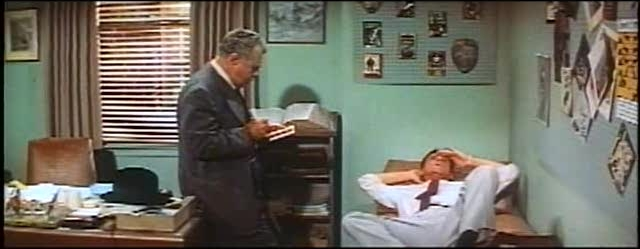
Ležící Sherman při svěřování se doktoru Brubakerovi

| Marilyn Monroe        | Dívka                                |
| Tom Ewell             | Richard Sherman                      |
| Evelyn Keyesová       | Helen Shermanová                     |
| Sonny Tufts           | Tom MacKenzie                        |
| Robert Strauss        | domovník Krahulík                    |
| Oscar Homolka         | doktor Brubaker                      |
| Marguerite Chapmanová | slečna Morrisová                     |
| Victor Moore          | instalatér                           |
| Donald MacBride       | pan Brady                            |
| Roxanne               | Elaine                               |
| Carolyn Jonesová      | sestra Finchová                      |
| Tom Nolan             | Ricky Sherman                        |
| Doro Merandeová       | servírka ve vegetariánské restauraci |
| Kathleen Freemanová   | žena ve vegetariánské restauraci     |

Vysvětlivky
1. ↑  V titulcích jen jako Dívka („The Girl“), ačkoli Richard Sherman ve filmu sarkasticky poznamenal, že je to „možná Marilyn Monroe“.
2. ↑  V titulcích uveden jako Tommy Ewell.
3. ↑  V titulcích neuveden.
4. 1 2  V titulcích neuvedena.

## Produkce
Natáčení probíhalo mezi zářím a listopadem 1954. Film se stal jediným Wilderovým titulem pro studio 20th Century-Fox. Jeho záměr natočit černobílý snímek narazil na smlouvu Monroeové se studiem, která jí umožňovala vytvářet všechna díla barevná. Grafik Saul Bass vytvořil animovanou úvodní znělku, což pozitivně hodnotily recenze. Do té doby bylo neobvyklé, aby se filmové kritiky věnovaly úvodním znělkám.
Vůči divadelní předloze byly postavy Elaine, Marie a vnitřní hlasy svědomí Shermana a Dívky vyřazeny či minimalizovány. Naopak instalatér, servírka, sestra Finchová ani domovník se v původní hře neobjevili. Řada replik a scén přípustných na jevišti nebyla na filmové plátno přenesena, když je cenzorní Haysův kodex shledal obscénními. Axelrod s Wilderem si stěžovali, že film tvořili omezeni jako ve svěrací kazajce. Režisér snímek označil za „film o ničem“, když cenzorské zásahy zneutralizovaly divadelní komedii o nevěře na pouhý snímek o pokušení. Zásadní úpravou zápletky byla náhrada vlastního milování dvojice jen za náznaky. Romantická dějová linka se zredukovala na trojí políbení, při společné hře na klavír, u kina a v závěrečné sekvenci. Axelrod uvedl, že ve třetím jednání hry měl hlavní hrdina výčitky svědomí kvůli tomu, že s dívkou spal. To se však ve filmu nedohrálo a s jeho závěrem to proto „šlo z kopce“.
Za exteriér Shermanova domu posloužila manhattanská ulice na adrese 164 East 61st Street.  Na začátku 80. let dvacátého století zvažovalo studio 20th Century-Fox, držící filmová práva, natočit remake s Al Pacinem a Melanií Griffithovou. K realizaci však nepřistoupilo.

## Projekce, rozpočet a tržby
Newyorská premiéra filmu se uskutečnila 1. června 1955, v den dvacátých devátých narozenin Marilyn Monroe. Recenze byly převážně příznivé. Rozpočet činil přibližně 1,8 milionu dolarů a tržby dosáhly výše 12 milionů dolarů.

## Ocenění
| Seznam ocenění a nominací | Seznam ocenění a nominací                                             | Seznam ocenění a nominací                     | Seznam ocenění a nominací   | Seznam ocenění a nominací | Seznam ocenění a nominací |
| Datum                     | cena                                                                  | kategorie                                     | příjemce                    | výsledek                  | zdroj                     |
| ------------------------- | --------------------------------------------------------------------- | --------------------------------------------- | --------------------------- | ------------------------- | ------------------------- |
| 29. ledna 1956            | Ceny Sdružení amerických režisérů (Directors Guild of America Awards) | mimořádný režijní počin ve filmu              | Billy Wilder                | nominace                  | [ 16 ]                    |
| 23. února 1956            | Zlatý glóbus (Golden Globe Awards)                                    | nejlepší herec ve filmové komedii či muzikálu | Tom Ewell                   | vítězství                 | [ 3 ]                     |
| 1. března 1956            | Ceny BAFTA (British Academy Film Awards)                              | nejlepší zahraniční herečka                   | Marilyn Monroe              | nominace                  | [ 17 ]                    |
| 1956                      | Ceny Sdružení amerických scenáristů (Writers Guild of America Awards) | nejlepší komediální scénář                    | Billy Wilder George Axelrod | nominace                  | [ 17 ]                    |